# Herlufsholm

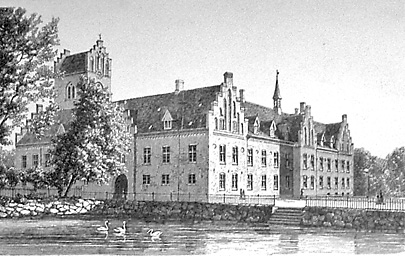
Herlufsholm um 1895

Herlufsholm (dän. Herlufsholm Skole og Gods) bei Næstved ist ein 1565 als private Lateinschule gegründetes Internat und heute eine der ältesten bestehenden Schulen in Dänemark.

## Geschichte
Das säkularisierte Skovkloster, ein ehemals 1135 von Peder Bodilsen gegründetes Benediktinerkloster am Ufer der Suså, wurde 1560 nach der Reformation von dem humanistisch geprägten dänischen Admiral Herluf Trolle und seiner Frau Birgitte Gøye vom dänischen Staat erworben und nach Trolles Tod als Folge des Dreikronenkrieges 1565 als Lateinschule eingerichtet. Trolle hatte während des Studiums an der Universität Wittenberg die Bekanntschaft mit Philipp Melanchthon und seinen Erziehungsvorstellungen gemacht und setzte diese gemeinsam mit seiner Frau nicht nur in Herlufsholm um. Auch die Lateinschulen in Roskilde und Helsingör wurden von beiden durch erhebliche Geldzuwendungen gefördert. Trolle benannte noch zu seinen Lebzeiten Skovkloster in Herlufsholm um. Seine sehr vermögende Ehefrau setzte die Förderung noch bis zu ihrem Tode 1574 fort. Seither besteht Herlufsholm als Stiftung, deren erster Leiter der dänische Historiker und Reichskanzler Arild Huitfeldt war, und hat heute ca. 450 Schüler, von denen etwa die Hälfte dort wohnende Internatsschüler sind. Die von Trolle begründete bedeutende Bibliothek in Herlufsholm mit über 40.000 Bänden ging 1968 durch Verkauf an die damals neue Universität Odense über. Sie war besonders im 18. Jahrhundert unter dem bibliophilen Grafen und Schulherren Otto Thott, der als Schlossherr auf dem benachbarten Schloss Gavnø ansässig war, stark erweitert worden.

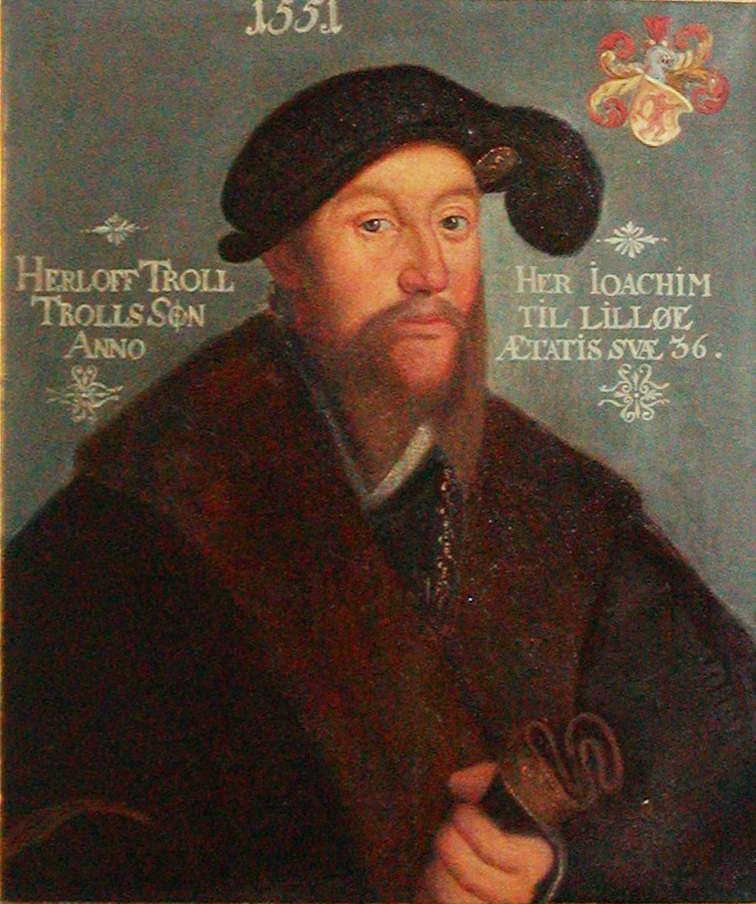
Herluf Trolle (1551), Gemäldesammlung Schloss Frederiksborg
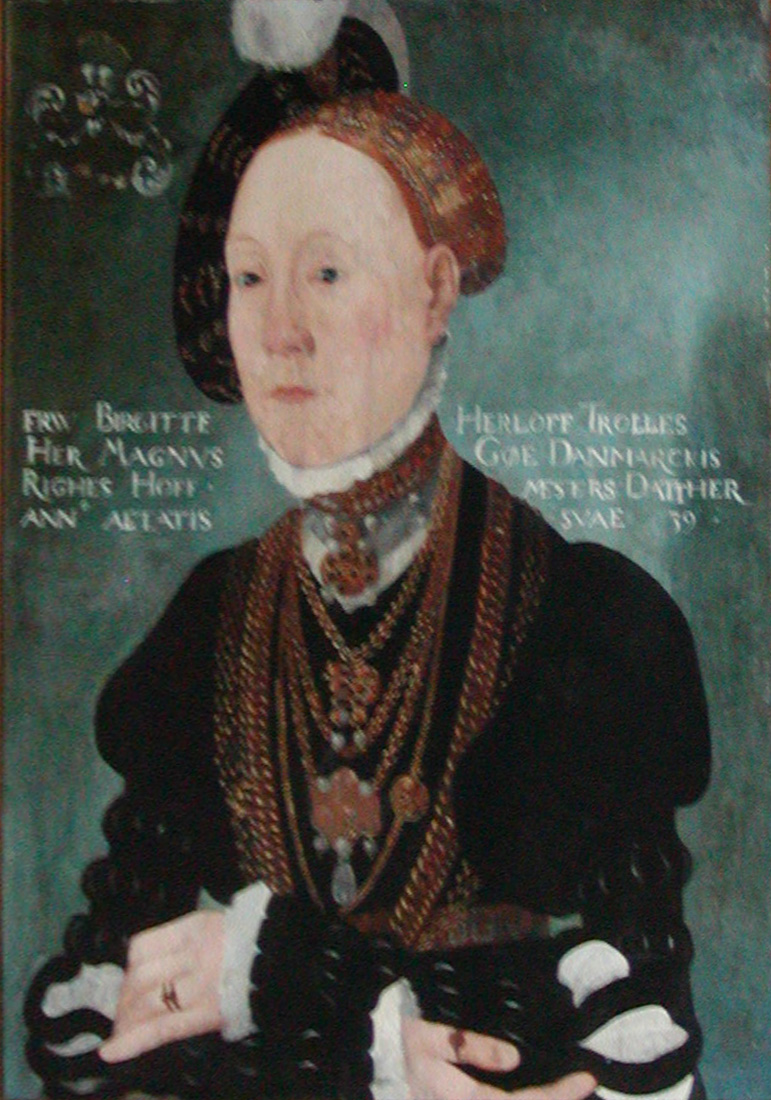
Birgitte Gøye (1550), Gemäldesammlung Schloss Frederiksborg

## Gebäude
Die ehemalige Klosterkirche von Herlufsholm ist eine einschiffige gotische Kirche und geht in Teilen der Bausubstanz auf die Zeit der Klostergründung zurück. Das Kirchenschiff gilt als das breiteste einer einschiffigen Kirche in ganz Dänemark. Die Kirche enthält das von dem flämischen Bildhauer Cornelis Floris II. mit großem Aufwand 1568 hergestellte Grabmal der Stifter Trolle und Gøye, das beide im Vollbild nebeneinander liegend zeigt. Der Baukörper der heutigen Schule entstand durch einen großen Umbau in der zweiten Hälfte des 19. Jahrhunderts.

## Mobbing und Missbrauch
Am 5. Mai 2022 veröffentlichte der Dänische Sender TV 2 die Dokumentation „Herlufsholms hemmelighede“ (Die Heimlichkeiten von Herlufsholm) wo ehemalige Schüler das Vorkommen von körperlicher Gewalt, Mobbing und sexuellem Missbrauch von Schülern an anderen Schülern schildern. Unter anderen wurde vorgeworfen, dass der zuständige Schulleiter über diese Missstände Bescheid wusste, aber die Polizei nicht eingeschaltet habe. Nach der Ausstrahlung der Dokumentation wurde der Schulleiter entlassen und Ende Juni trat der bisherige Schulvorstand auf Druck der dänischen Agentur für Bildung und Qualität (STUK) zurück.

## Bekannte Lehrer und Schüler
Der Historiker und Politiker Arild Huitfeldt wurde 1583 Leiter der Stiftung von Herlufsholm. 1646–1654 war der Dichter Zacharias Lund Rektor der Schule.
Zu den Schülern gehörte der Linguist Jákup Jakobsen, der Künstler Jens Fink-Jensen, der Nobelpreisträger Niels Ryberg Finsen, der Schriftsteller Knud Lyne Rahbek, der Schauspieler Pilou Asbæk, der Staatsmann Corfitz Ulfeldt und die Frauenrechtlerin 
Hanna Castberg von der Lippe.

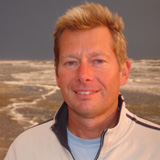
Jens Fink-Jensen
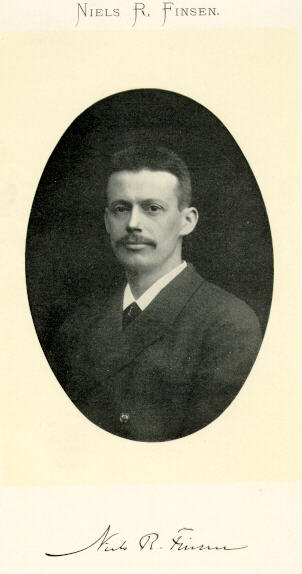
Niels Ryberg Finsen
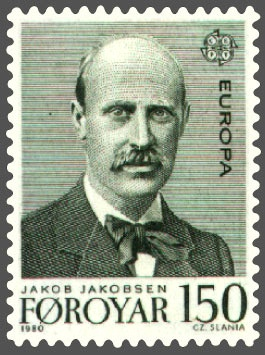
Jákup Jakobsen
Knud Lyne Rahbek
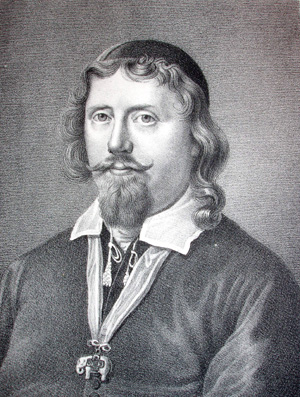
Corfitz Ulfeldt
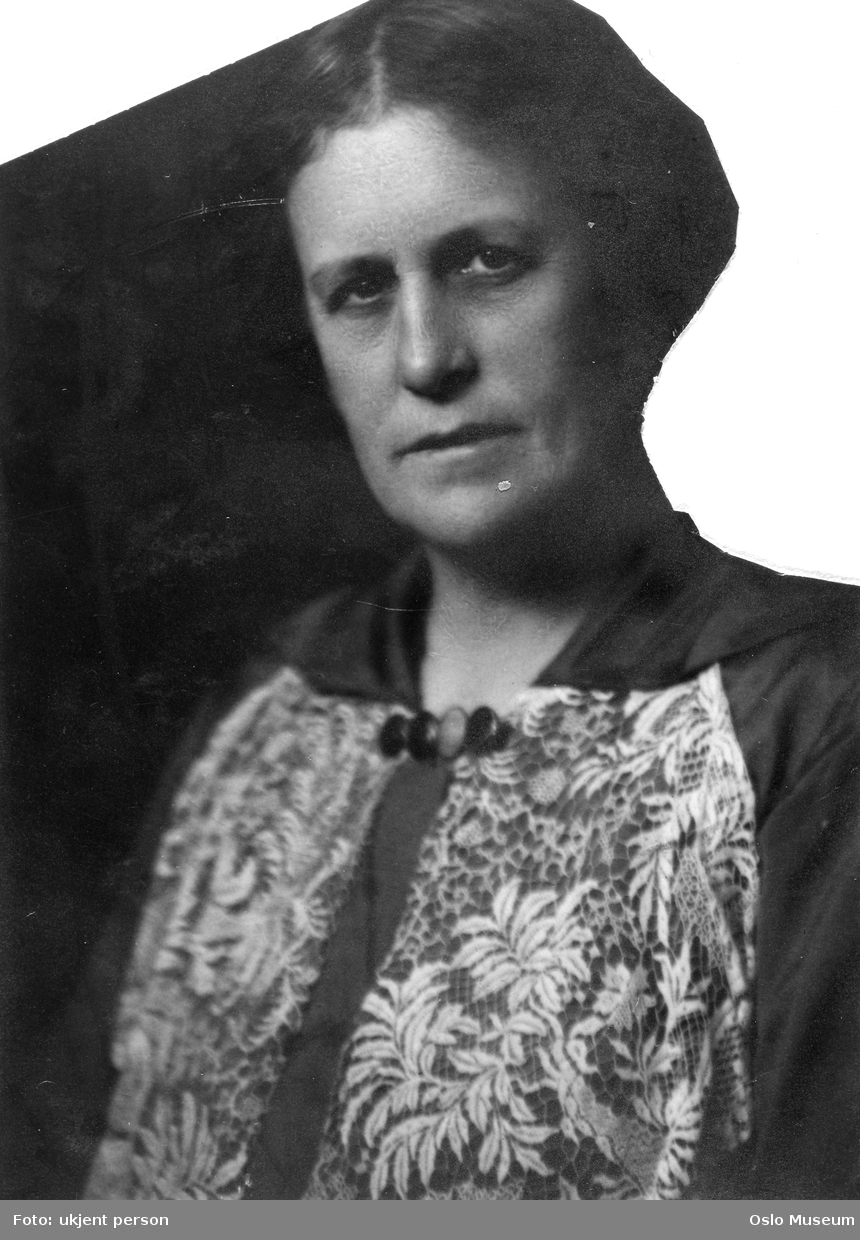
Hanna Castberg von der Lippe